# Henrik Hoffmann-Hansen
Henrik Hoffmann-Hansen (født 2. maj 1961) er en dansk journalist, der er politisk redaktør på Kristeligt Dagblad.
Han blev uddannet journalist fra Danmarks Journalisthøjskole i 1985 og var frem til 1993 ansat på Ugebladet for Hørsholm og Karlebo, i Bikuben, Kristeligt Forbund for Studerende og Kristeligt Folkeparti. Han kom derefter til Kristeligt Dagblad; først som politisk-økonomisk journalist, senere som indlandsredaktør og kirkeredaktør inden han blev politisk redaktør.